# Kumtag Shamo
Kumtag Shamo (kinesiska: 库木塔格, 库木塔格沙漠) är en öken i Kina. Den ligger i den autonoma regionen Xinjiang, i den nordvästra delen av landet, omkring 590 kilometer sydost om regionhuvudstaden Ürümqi.
Genomsnittlig årsnederbörd är 42 millimeter. Den regnigaste månaden är juli, med i genomsnitt 9 mm nederbörd, och den torraste är oktober, med 1 mm nederbörd.